# Афанасьева, Алёна Игоревна
Алёна И́горевна Афана́сьева (в девичестве — Русако́ва, 3 октября 1987 года, Харьков, Украина) — украинская бильярдистка, Мастер спорта Украины международного класса, двукратная чемпионка Европы, вице-чемпионка мира, призёр командного кубка мира, абсолютная чемпионка Украины, двукратная обладательница Кубка Украины, трёхкратная чемпионка Украины в командном зачете, восьмикратная чемпионка Украины в личном зачёте.

## Образование
В 2004 году окончила УВК № 13 города Харькова и поступила в Харьковскую национальную академию городского хозяйства на факультет «Экономики и предпринимательства». 
Окончила его в 2009 году и в этом же году поступила на второе высшее образование в Харьковский институт банковского дела УБД НБУ на факультет повышения квалификации и переподготовки «Банковское дело».

## Личная жизнь
Замужем. Со своим мужем познакомилась благодаря бильярду. 
В 2010 году у пары родилась дочь Анна.
В 2018 году у пары родилась дочь Анастасия.

## Карьера
Спортивную карьеру начала в 1998 году. Благодаря ежедневным многочасовым тренировкам и успешным выступлениям на соревнованиях, в 2001 году стала первой чемпионкой Украины и получила звание Мастера спорта Украины. В 2003 году (в 16 лет) стала первой чемпионкой Европы среди женщин, выиграв в финале у Анны Мажиринойи выполнив норматив МСМК.В 2005 году получила первой звание Мастера спорта Украины международного класса среди спортсменок. Помимо тренировок и участия в соревнованиях, занимается тренерством — проводит индивидуальные занятия с учениками.
В 2010 году сайт billiardsport отметил спортсменку, как имеющую большее количество титулов по бильярду на Украине среди остальных участников.

## Спортивные достижения

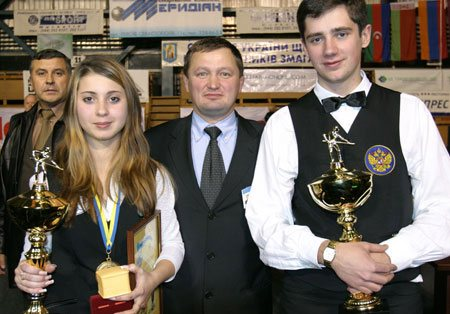
Алена Афанасьева первая чемпионка Европы 2003 год

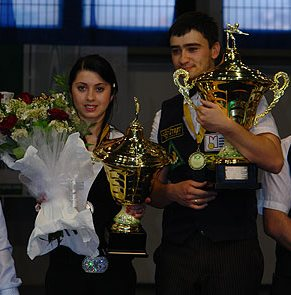
Чемпионы Европы 2008 года — Алена Афанасьева и Юрий Пащинский

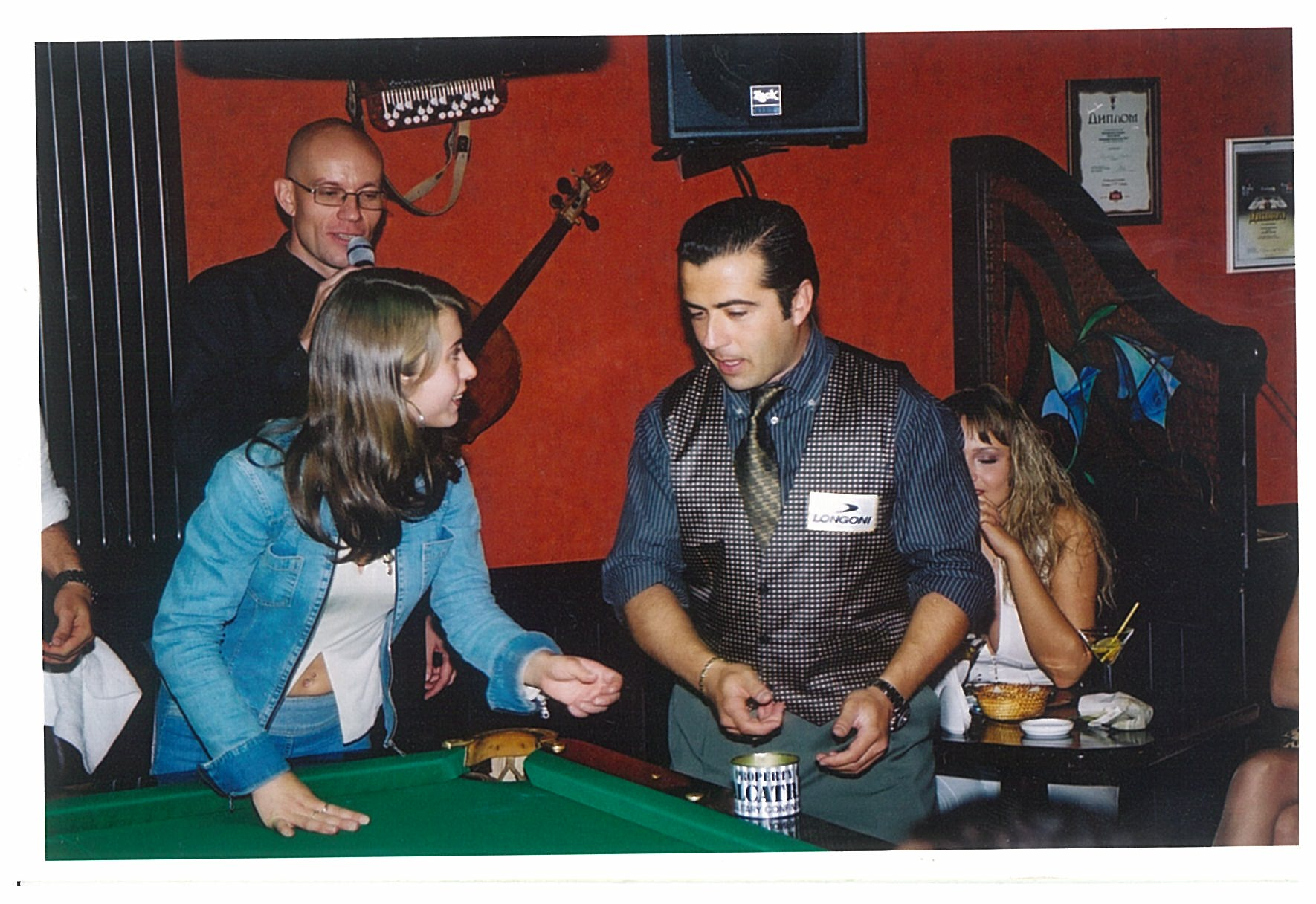
Мастер-класс Стефано Пелинга и Алены Афанасьевой 2002 год

### Основные
- Чемпионка Европы 2003[3]
- Вице-чемпионка мира 2005
- Вице-чемпионка Европы 2006
- Бронзовый призёр Командного Кубка Мира 2007
- Бронзовый призёр Чемпионата Европы 2007
- Абсолютная чемпионка Украины 2007
- Чемпионка Европы 2008[6]
- двукратная обладательница Кубка Украины
- трёхкратная чемпионка Украины в командном зачёте
- восьмикратная чемпионка Украины в личном зачёте

### За 2000 год
- Командный чемпионат «Харьков-Москва», Харьков

### За 2001 год
- Соревнование на приз клуба «Мастер», Харьков
- Чемпионат Мира среди девушек до 18 лет, Москва
- 1 этап Кубка Украины среди женщин, Киев
- 2 этап Кубка Украины среди женщин, Киев
- Чемпионат Украины среди женщин, Киев
- Чемпионат Украины среди женщин, Киев

### За 2002 год
- Чемпионат Украины среди женщин, Киев

### За 2003 год
- Чемпионат Украины среди женщин, Житомир
- 1 этап Кубка Украины среди женщин, Днепропетровск
- 2 этап Кубка Украины среди женщин, Киев
- 3 этап Кубка Украины среди женщин, Киев
- 4 этап Кубка Украины среди женщин, Харьков
- 5 этап Кубка Украины среди женщин, Киев
- 6 этап Кубка Украины среди женщин, Днепропетровск
- Кубок Украины среди женщин, Киев
- Турнир «Киевские каштаны» среди женщин, Киев
- Чемпионат Европы среди женщин, Киев[3]

### За 2004 год
- Чемпионат Украины среди женщин, Киев[7]
- 3 этап Кубка Украины среди женщин, Хмельницкий
- 4 этап Кубка Украины среди женщин, Ровно
- Чемпионат Украины среди девушек до 18 лет, Симферополь
- Турнир клуба «Аргус», Харьков
- Международный турнир среди женщин, Одесса
- Первенство Украины среди девушек. Пул «14+1», Киев

### За 2005 год
- 1 этап Кубка Украины среди женщин, Ровно
- 2 этап Кубка Украины среди женщин, Киев
- 3 этап Кубка Украины среди женщин, Киев
- Международный турнир среди женщин, Одесса
- Чемпионат мира среди женщин, Алма-Ата
- Финал Кубка Украины среди женщин, Киев

### За 2006 год
- 1 этап Кубка Украины, Николаев
- 2 этап Кубка Украины, Кременчуг
- 3 этап Кубка Украины, Киев
- 4 этап Кубка Украины, Харьков
- Чемпионат Европы среди женщин, Каунас
- Турнир «Киевские каштаны», Киев
- Чемпионат Украины «комбинированная пирамида», Днепропетровск
- Международный турнир посвящённый 15-й годовщине Независимости Украины (3 этап Кубка Европы), Киев
- Чемпионат Украины «свободная пирамида», Днепропетровск
- Кубок Украины «свободная пирамида», Киев

### За 2007 год
- Чемпионат Украины среди женщин «комбинированная пирамида», Черновцы
- Командный Кубок мира, Калининград
- 1 этап Кубка Европы среди женщин «комбинированная пирамида», Минск
- 2 этап Кубка Европы среди женщин «свободная пирамида», Волгоград
- Чемпионат Европы, Кишинёв
- Командный Чемпионат Украины среди женщин «свободная пирамида», Одесса
- Абсолютный Чемпионат Украины среди женщин, Луганск
- Этап Кубка Украины, Харьков

### За 2008 год
- Чемпионат Европы среди женщин «свободная пирамида», Баку[6]
- Командный чемпионат Украины среди женщин «свободная пирамида», Одесса
- Кубок Украины, посвящённый Дню Независимости Украины «свободная пирамида», Днепропетровск
- Телевизионный турнир «Кубок Балкан» среди женщин «комбинированная пирамида», Кишинёв
- Телевизионный турнир «Ukraine Open» среди женщин «невская пирамида», Чернигов

### За 2009 год
- Чемпионат Украины среди женщин «комбинированная пирамида», Полтава
- Женский турнир «Весенние цветы», Днепропетровск
- Турнир чемпионов. Парный разряд, Днепропетровск
- Турнир «Киевские каштаны» среди женщин, Киев[8]
- «Кубок DELMAR», Бердянск[8]
- Командный чемпионат Украины среди женщин «свободная пирамида», Одесса
- Открытый Кубок ФБС Украины ко дню Независимости Украины, Днепропетровск
- Чемпионат Украины среди женщин «динамичная пирамида», Кривой Рог

### За 2010 год
- Чемпионат Украины среди женщин «комбинированная пирамида», Хмельницкий
- Чемпионат Украины среди женщин «динамичная пирамида», Кривой Рог

### За 2016 год
- Чемпионат Харьковской области среди женщин «свободная пирамида», Харьков
- Финал Кубка Украины «свободная пирамида», Харьков